# Lysabild
Lysabild er en by på Als med 519 indbyggere  (2025), beliggende 11 km syd for Fynshav og 15 km øst for Sønderborg. Byen hører til Sønderborg Kommune og ligger i Region Syddanmark.
Lysabild hører til Lysabild Sogn, og Lysabild Kirke ligger i byen.

## Faciliteter
Lysabild Børneunivers består af skole med 73 elever, fordelt på 0.-6. klassetrin i ét spor, og børnehaven Abildgård med 40 børn samt SFO'en Fristedet og klub med tilsammen 30 børn. Der er 30 ansatte plus 2 dagplejere, der har legestue ved siden af børnehaven.
Sydals Frivillige Brandværn har brandstation i byen.

## Historie
En række gårde fra landsbyfælleskabet i Lysabild blev i 1878 udflyttet til Lysabildskov, som indtil 1960'erne havde egen skole, smed m.m.

### Jernbanen
Lysabild havde station på Amtsbanerne på Als (1898-1933). Ca. 300 m af banens tracé er bevaret som asfalteret sti mellem Nørregade og Lysabildgade, og på Lysabildgade 28 ligger Lysabild Forsamlingsgård, der var både amtsbanestation og kro, som det var normalt på de tyske småbaner.

### Genforeningssten
På kirkepladsen står en sten, der blev rejst i 1930 til minde om Genforeningen i 1920.